# 若泽迪亚斯上校镇
若泽迪亚斯上校镇（葡萄牙語：Coronel José Dias）是巴西皮奥伊州的一个市镇。总面积1822.115平方公里，总人口4416人，人口密度2.4人/平方公里。